# Ratusz w Kargowej

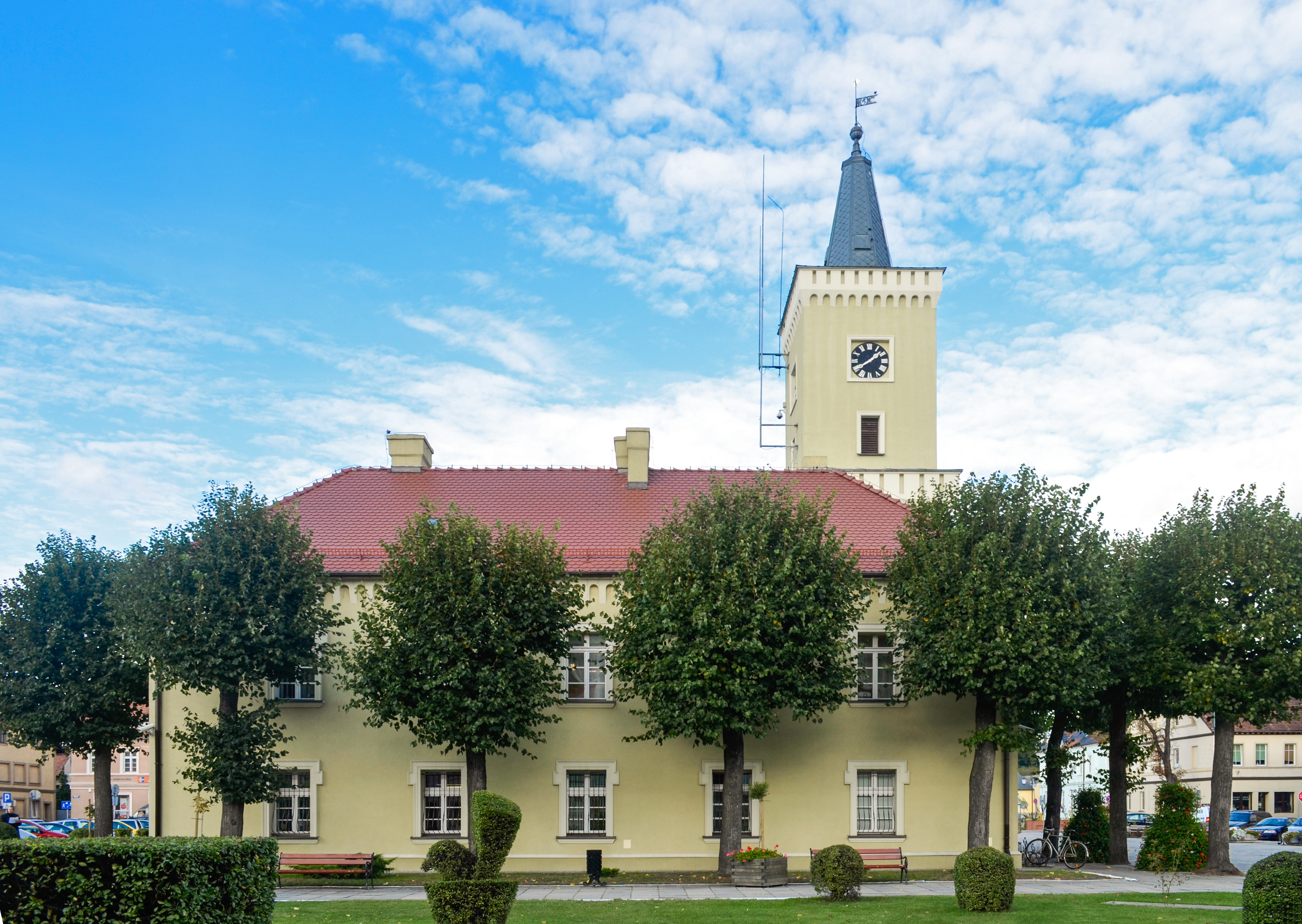
Ratusz w Kargowej

Ratusz w Kargowej – wzniesiony w 1745 roku, w połowie XIX wieku budynek został uszkodzony w pożarze i w roku 1856 rozbudowany. W latach późniejszych był kilkakrotnie przerabiany, obecnie jest siedzibą władz miasta.

## Historia
Ratusz w Kargowej został wzniesiony w 1745 roku. W połowie XIX wieku budynek został uszkodzony w pożarze, a następnie w roku 1856 rozbudowano go. W latach późniejszych był kilkakrotnie remontowany i przerabiany. W roku 2014 w podziemiach budynku odnaleziono kilkanaście szkieletów, najprawdopodobniej są to pozostałości po obronie ratusza w czasie II rozbioru Polski.

Decyzją wojewódzkiego konserwatora zabytków z dnia 30 maja 1963 roku ratusz został wpisany do rejestru zabytków.

## Architektura
Ratusz w Kargowej jest dwukondygnacyjnym neogotyckim budynkiem, wzniesionym na planie zbliżonym do kwadratu i umiejscowionym na środku rynku. Obiekt jest nakryty dachem czterospadowym i posiada wewnątrz niewielki, zamknięty dziedziniec. Z fasady wyrasta masywna, pięciokondygnacyjna, czworoboczna wieża otoczona blankowaną galerią, wspartą na kroksztynach. Powyżej galerii jest węższa część wieży i tarczami zegarowymi w górnej części, nakryta hełmem w kształcie ostrosłupa. Nad głównym wejściem widnieje kartusz z herbem miasta. Na fasadzie jest umieszczona tablica poświęcona obronie ratusza w 1793 roku przez wojsko polskie przed wkraczającą armią pruską.

Obecnie ratusz jest siedzibą władz samorządowych i administracyjnych miasta.